# قتاد ثعلبي
القَتَاد الثعلبي (باللاتينية: Astragalus alopecuroides) نوع نباتي عشبي من جنس القتاد.

## البيئة والانتشار
موطنه المغرب العربي وإسبانيا وفرنسا.